# Admontia nasoni
Admontia nasoni là một loài ruồi trong họ Tachinidae.